# 2023 en jeu
Pour les articles homonymes, voir 2023 en jeu vidéo.
Chronologie du jeu
- 2019
- 2020
- 2021
- 2022
- 2023
- 2024
- 2025
- 2026
- 2027

Cet article présente les faits marquants de l'année 2023 concernant le jeu.

## Événements
- 24 au 26 février : 36e édition du Festival international des jeux à Cannes[1]. Le jeu Akropolis, jeu de tuiles, remporte l'As d'or 2023[2].
- 13 avril : journée mondiale du Scrabble. 75e anniversaire du jeu[3].
- 5 au 7 mai : festival Alchimie du jeu à Toulouse[4].
- 24 au 25 juin : 11e édition de Paris est ludique ![5].

### Compétitions
- 16 juillet : le Français David Thomae remporte le XXXIXe Championnat de France de Diplomatie à Belleville-en-Layon devant ses compatriotes Emmanuel du Pontavice et Brieuc Thibault[6].

## Sorties

### Jeux de rôle
Liste établie à partir de cette source : Le Guide du rôliste galactique
- 1979, Elder Craft
- Aori, (auto-édition)
- Argyropée, (auto-édition)
- Assassin's Creed, kit de démo, CMON/Arkhane Asylum Publishing
- Bannière de la Liberté (La), Empyreal Media Production
- Basic RolePlaying, réédition, Chaosium
- Black Sword Hack, Merry Mushmen (The)
- Candela Obscura, Darrington Press
- Color my Quest RPG, Don't Panic Games
- Compagnie de Yarosos (La), Mango Éditions
- Croqueur d'Or, Posidonia Éditions
- Cthulhu Dreamt, Fable Factory
- Dernier Outrage (Le), Obhéa Éditions
- Dirty System, Dirty Clean Crew
- Dynamic D100, Alephtar Games
- Égrégore, XII Singes (Les)
- Étrange France, (auto-édition)
- Heckin'Good Dogs, Wet Ink Games
- Horrifique, Designed by Acritarche
- Hydre, Elder Craft
- Masque et l'Épée (Le), (auto-édition)
- Mazes, 9th Level Games
- Méthode du Docteur Chestel (La), 2de édition, Posidonia Éditions
- Miaulements d'Ulthar (Les), (auto-édition)
- Ѝ, Chibi
- Rafales, Éditions Révoltées
- Singularité 2501, Ad Nihilum Édition
- Thorgal, starter kit, Dark Rabbit
- Valérian, LETO (Éditions du Troisième Œil (Les))
- Veilleuses (Les), Obhéa Éditions
- Walking Dead Universe (The), Fria Ligan AB

## Récompenses
| Récompense                             | Jeu                              | Auteur(s) | Éditeur(s)                      |
| -------------------------------------- | -------------------------------- | --- | ------------------------------- |
| As d'or 2023 Jeu de l'année            | Akropolis                        | Jules Messaud/illus. Pauline Détraz | Gigamic                         |
| As d'or 2023 Jeu de l'année « Enfant » | Flashback : Zombie Kidz          | Baptiste Derrez & Marc-Antoine Doyon/illus. Jennifer Mati, Laure de Châteaubourg & Michel Verdu | Le Scorpion masqué              |
| As d'or 2023 Jeu de l'année « Initié » | Challengers !                    | Johannes Krenner & Markus Slawitscheck/illus. Jeff Harvey | Zman Games                      |
| As d'or 2023 Jeu de l'année « Expert » | Ark Nova                         | Mathias Wigge/illus. Loïc Billau & Dennis Lohausen | Super Meeple                    |
| GRoG d'Or 2023                         | Dune : Aventures dans l'Imperium | Richard August/Simon Berman/Banana Chan/Nathan Dowdell/Mark Jason Durall/Khaldoun Khelil/Helena Nash/Andrew Peregrine/Hilary Sklar/Chris Spivey/Mari Tokuda/Rachel Wilkinson/Benjamin David "Ben" Woerner | Arkhane Asylum Publishing       |
| GRoG d'Argent 2023                     | Donjon & Cie                     | Benoît "Sammael99" Felten | John Doe et Black Book Éditions |

## Décès
- le 20 février 2023 : Jonathan M. Thompson (en), auteur américain de jeux de rôle
- le 1er avril 2023 : Klaus Teuber[10], auteur allemand de jeux de société
- le 10 mai 2023 :  Russ Nicholson[11],[12],[13], illustrateur britannique de nombreux jeux et de livres dont vous êtes le héros
- le 28 août 2023 : Teeuwynn Woodruff (en)[14], écrivain américain et créateur de jeux
- le 30 décembre 2023 : Bryan Ansell (en)[15], créateur britannique de jeux de rôle et de jeux de guerre et ancien propriétaire de Games Workshop